# Dancing Shoes
Dancing Shoes – trzeci album szwedzkiej wokalistki September, który ukazał się 26 września 2007 i zadebiutował na 12 pozycji w Swedish Singles Chart co jest najwyższą pozycją osiągniętą w Szwecji przez September. Dancing Shoes utrzymywał się jednak tylko przez cztery tygodnie na liście najlepiej sprzedających się albumów, podczas gdy poprzednie dwa albumy September – przez sześć tygodni. Album ukazał się również w Polsce (23 listopada 2007 r.).
Dancing Shoes miał być albumem wydanym w większości krajów na świecie jednak nie został wydany w USA, gdzie September wydała album September, który zawiera piosenki zarówno z Dancing Shoes, jak i z jej poprzedniego albumu In Orbit.

## Lista utworów
Wszystkie piosenki wyprodukowane i zmiksowane przez Jonasa von der Burga, a napisane przez Jonasa von der Burga, Anoo Bhagavana i Niklasa von der Burga.
| #      | Tytuł                        | Czas |
| ------ | ---------------------------- | ---- |
| 1.     | Candy Love                   | 2:50 |
| 2.     | Until I Die                  | 3:47 |
| 3.     | "My Neighbourhood            | 3:08 |
| 4.     | Can’t Get Over (Single Edit) | 3:06 |
| 5.     | Because I Love You           | 3:17 |
| 6.     | Taboo                        | 3:47 |
| 7.     | Follow Me                    | 3:35 |
| 8.     | R.I.P.                       | 3:52 |
| 9.     | Start It Up                  | 3:08 |
| 10.    | Just an Illusion             | 3:45 |
| 11.    | Sad Song                     | 3:00 |
| 12.    | Freaking Out                 | 3:29 |
| 13.    | Cry for You (Single Edit)    | 3:00 |
| Videos |                              |      |
| 1.     | Can’t Get Over               | 3:13 |
| 2.     | Cry for You                  | 3:30 |

## Notowania
| Lista przebojów     | Rok  | Pozycja | Certifikat | Sprzedaż |
| ------------------- | ---- | ------- | ---------- | -------- |
| Szwecja Album Chart | 2007 | 12      | -          | -        |
| Polska Album Chart  | 2007 | 19      | Złoto      | 10,000+  |

| Pozycja | 12 | 34 | 35 | 42 |

| Pozycja | 26 | 29 | 31 | 43 | 23 | 19 | 31 | 31 | 30 | 32 | 29 | 35 | 42 |

## Single
| Singel             | Data |
| ------------------ | ---- |
| Can’t Get Over     | 2007 |
| Until I Die        | 2007 |
| Because I Love You | 2008 |

## Nagrody
| Rok  | Ceremonia               | Categoria                                                  | Wynik     |
| ---- | ----------------------- | ---------------------------------------------------------- | --------- |
| 2007 | MTV Europe Music Awards | Best Swedish Act (Najlepszy Szwedzki Artysta)              | Nominacja |
| 2008 | p3Guld                  | Najlepsza Artystka                                         | Nominacja |
| 2008 | Grammis                 | Najlepszy Dance/Hip hop/Soul album roku za "Dancing Shoes" | Nominacja |